# Orlan (artista)
Orlan, seudónimo de Mireille Suzanne Francette Porte (Saint-Étienne, 30 de mayo de 1947), es una artista multimedia caracterizada por realizar performances quirúrgicas realizadas en su cuerpo las cuales, en ocasiones, transmite en vivo para algunas galerías y museos.

## Biografía
Su manera de entender el arte, dentro de lo que se conoce como "arte corporal" (o el arte del cuerpo), ha hecho que desde los años sesenta hasta la actualidad haya modificado su cuerpo mediante la cirugía. Antes de decantarse por esta el trabajo de Orlan era un trabajo único de las artistas feministas, de aquellos tiempos, con el objetivo de construir identidades múltiples mediante caracterizaciones diferentes. 
Desde sus inicios se decantó por los performances, la fotografía, el video, multimedia y escultura interactiva, y en sus trabajos cuestionaba el típico imaginario femenino occidental a lo largo de la historia del arte. En los años 90, se centró en el tema de la identidad femenina a través de la iconografía cristiana, para ello trabajó con su propia imagen introduciéndola en un contexto barroco especialmente herético.
En 1964, presentó una fotografía desnuda de ella misma, vista desde arriba, dando a luz a un maniquí andrógino, la obra se titula “Orlan S'Accouche d'Elle M'Aime” (Orlan da a luz a su amado yo).
Ese mismo año, realizó diversos performances entre ellos su “Marcha a cámara lenta”, considerado un preludio del mayo del 68. Entre ellas sus extravagantes y originales manifestaciones artísticas, inventó su propia unidad de medida que llamó el Orlan-Cuerpo, y que usó para medir el Vaticano.
Otro tema que de forma transversal aparece a lo largo de toda su carrera artística es el de la disolución de los límites entre dentro y fuera, entre lo público y lo privado, este tema es especialmente patente en su obra “S'habiller de sa propre nudité” (1976).
Para la artista no hay por qué conformarse con el cuerpo que la naturaleza nos ha dado, ni con los esquemas estéticos que la sociedad impone culturalmente, por ello modifica su cuerpo y expone el proceso de esta modificación como manifestación artística.
Su salto al gran público se produjo en el año 1977, cuando realizó un performance (vistía un traje de cuerpo desnudo frente al Grand Palais e invitaba a la gente a pagar monedas por besos. Las monedas entraban por una ranura en la parte superior del traje de cuerpo, y caían en una taza) durante la Feria Internacional de Arte Contemporáneo (F.I.A.C.) de París.
El comienzo del uso de la cirugía como manifestación artística se produjo de una manera accidental. En 1978, la artista debía participar en un simposio, pero ese mismo día tuvo que ser hospitalizada para una cirugía de emergencia. Es entonces cuando solicitó que un equipo de cámara pudiera estar con ella para filmar la operación. Esa película fue la inspiración para el arte que hace hoy.
En 1990 con su obra llamada “La reencarnación de Saint Orlan” inicia e incluso inventa el concepto del Carnal Art.
Entre 1990 y 1995, se sometió a nueve operaciones de cirugía plástica, para la artista con estas operaciones trataba de reescribir el arte occidental en su propio cuerpo. Se modificó la boca para tenerla como la de Europa del cuadro de François Boucher “El rapto de Europa”; en 1993, se operó para instalar dos pequeños implantes a cada lado de su frente, a modo de protuberancias.; imitó la ceja sobresaliente de la Mona Lisa de Leonardo, y con otra alteró su barbilla con la intención de parecerse más a la de la Venus de Botticelli. También ha tratado de conseguir los ojos de la Psique de Gérôme y la nariz de una escultura de Diana.
Para la artista el quirófano es como un teatro barroco, por lo que cuida los detalles de lo que “sale” en escena, por ello diseñadores, como Paco Rabanne o Issey Miyake, han creado trajes para que los usara durante las cirugías. Mientras la operación se realiza, ella se mantiene consciente, y cuida del ambiente, música de fondo, lectura de poesía y todo queda grabado en cinta de vídeo y transmitido, incluso en directo, en galerías de arte.
También se hizo mucho eco de la demanda que la artista Orlan hizo, en el año 2011, a la cantante Lady Gaga, y a la filial francesa de Universal, por plagiar sus obras, ya que para Orlan parte del contenido del video de 2011 titulado “Born This Way” de Gaga, dirigido por el fotógrafo británico Nick Knight está basado en la obra “Woman with a Head” de Orlan (1996), y en el trabajo de 2009 de Orlan, “Bump Load”, que consistía en una escultura de Orlan con implantes corporales subdérmicos.
Recibe el gran premio de la e-Reputación 2013, organizado por Alexia Guggémos, en la categoría de "artes plásticas", que reconoce a las personalidades más populares en Internet, junto a Philippe Starck y Yann Arthus-Bertrand.
Desde el 18 de octubre de 2018, Orlan está representada en Francia por la galería Ceysson & Bénétière en París.
En 2019, es miembro del jurado del Opline Prize, el primer premio de arte contemporáneo en línea.
Durante el confinamiento relacionado con la pandemia de Covid-19, escribe su autobiografía, "Strip-Tease tout sur ma vie tout sur mon art", publicada por Gallimard en la colección "Témoins de l'art".
El 29 de noviembre de 2020, recibe la condecoración de la Orden Nacional de la Legión de Honor con el título de Caballero, otorgada por el Ministerio de Cultura, entonces dirigido por Roselyne Bachelot.

## Obras

### Obras recientes
- Le Slow de l’artiste, 2021.

- ORLAN et l'ORLANoïde strip-tease artistique électronique et verbal, 2018, Exposición Artistas y robots, Grand Palais, París, Francia: un humanoide a imagen de Orlan (pero revelando su armazón mecánica) canta o habla usando su voz, baila utilizando información recopilada colectivamente y vinculada a algoritmos de aprendizaje profundo.

- Tangible Striptease en Nanoséquences, 2016, Centro de Artes, Enghien-les-Bains y Universidad París Diderot, París, Francia: Orlan en colaboración con Mael Le Mée crean una actuación en la que el cuerpo de ORLAN, en forma de muestras biológicas y cultivos de su microbiota, circula entre los espectadores.

- Expérimentale mise en jeu, 2015: videojuego en el cual el espectador, mediante pulseras MYOS, controla un avatar del artista. El objetivo del personaje es restaurar obras que han sido destruidas; con cada avance en la restauración, el personaje central construye su humanidad y finalmente el paisaje en ruinas se reconstruye. Este juego se basa en la idea de que "matar no es jugar".

- Self-hybridations Masques de l’Opéra de Pékin, Facing Design et réalité augmentée, 2014: serie de auto-hibridaciones más reciente del artista en la que hibrida su rostro con máscaras típicas de la Ópera de Pekín. Esta serie fotográfica interactiva incorpora realidad aumentada. Al escanear la obra como un código QR, el espectador ve aparecer en su pantalla un avatar de Orlan realizando acrobacias de la Ópera de Pekín; luego puede tomarse fotografías a sí mismo o a otros espectadores con el avatar y compartir sus imágenes en línea.

- La liberté en écorchée, 2013: este video en 3D muestra el cuerpo del artista y está modelado en 3D. Es un manifiesto que insiste tanto en la naturaleza "desollada" propia de los artistas como en su responsabilidad con respecto a esta noción de libertad que debe defenderse constantemente.

- Robes sans corps, Sculptures de plis, 2010: esculturas de drapeados sin cuerpo, en resina dorada a la hoja o en platino.

- Robots en objets recyclés et animaux en voie de disparition, 2021.

### Obras Emblemáticas
Entre las obras más emblemáticas de su carrera, se pueden mencionar:
- "Orlan accouche d'elle-m'aime" (1964): En esta fotografía en blanco y negro, Orlan da a luz a un personaje como un cuerpo inerte y andrógino, ni hombre ni mujer. Esta obra simboliza la voluntad de la artista de darse a luz a sí misma, de inventarse una nueva identidad. Esta serie forma parte de las "Corps-sculptures" y se crea algunos meses después de un aborto de la artista26.

- "MesuRages" (1974-2011): Esta serie de acciones resalta la palabra "Rage" (rabia), ya que la artista se niega a desempeñar el papel que le quieren imponer. Utilizando el "Orlan-corps" como nueva unidad de medida, la artista mide lugares como la Plaza de San Pedro en Roma, la calle Chateaubriand en Niza, el Centro Georges Pompidou en París, el museo Saint-Pierre en Lyon, el museo Andy Warhol en Pittsburgh, el Museo de Arte Contemporáneo de Amberes y el museo Guggenheim de Nueva York.

- "Le Baiser de l'artiste" (El Beso del Artista) (1977): En esta performance en el Grand Palais durante la Feria Internacional de Arte Contemporáneo, Orlan, sentada detrás de una fotografía a tamaño real de su busto desnudo tratado como un cajero automático, interpela al público. Monetiza sus besos mientras a su derecha otra silueta fotográfica pegada a la madera la muestra como la Virgen, a quien se le puede ofrecer una vela por el mismo precio. Esta acción causó gran escándalo y fue muy mediática.

- "Le Drapé-le Baroque" (1979-1986): Esta serie de fotografías constituye una iconografía compleja y sugestiva espiritualmente, con personajes inspirados en la iconografía cristiana como Santa Orlan, la Virgen Blanca y la Virgen Negra. Este trabajo sigue la búsqueda de Orlan de la identidad femenina, su crítica a las presiones religiosas y su representación del barroco.

- "L’Origine de la guerre" (1989): Esta obra se corresponde con el famoso cuadro de Gustave Courbet, "L'Origine du monde". Un falo, piernas abiertas con cabeza, brazos y piernas cortadas retoman y "travisten" la iconografía femenina de Courbet, ilustrando el título en un gesto que no se aparta del feminismo.

- "La Réincarnation de sainte ORLAN" (La Reencarnación de Santa ORLAN) (1990): Comprende una serie de nueve operaciones/performances de cirugía estética, donde ORLAN utiliza su carne como material de trabajo basándose en representaciones de la mujer en el arte occidental.

- "Omniprésence" (noviembre de 1993): ORLAN se encuentra con la cirujana Marjorie Cramer en Nueva York, quien acepta los objetivos artísticos y feministas de su proyecto. La transformación radical de su rostro con implantes en las sienes se realiza en directo en diversas exposiciones.

- "Ceci est mon corps…Ceci est mon logiciel…" (Esto es mi cuerpo... Esto es mi software...) (30 de mayo de 1990): Una performance-conferencia acompañada de un libro y un CD-ROM, donde desarrolla el Manifiesto del arte carnal.

- "Le plan du film" (2001): Inspirada en Jean-Luc Godard, ORLAN parte de la creación de carteles de cine para definir el reparto, el guion, una noche promocional en la Fundación Cartier para el arte contemporáneo, una banda sonora por el grupo Tanger, el tráiler de la película y el productor.

- "Self-hybridations" (1998-2002): Imágenes digitales que muestran a la artista en transformaciones físicas (virtuales) cuestionando estándares de belleza de otras civilizaciones (americana, precolombina y africana).

- "Le Manteau d'Arlequin" (El Manto de Arlequín): Una instalación que mezcla arte y biotecnología, creada con células vivas de ORLAN, células de diferentes orígenes e incluso células de animales, inspirada en el texto de Michel Serres, "Laïcité".

La obra final de ORLAN consistirá en colocar su cuerpo momificado en un museo, aunque parece que la artista aún no ha encontrado una colección pública para exhibir esta obra. Las obras de ORLAN forman parte de las colecciones de varios museos, incluyendo el Museo Nacional de Arte Moderno (París), la Maison Européenne de la Photographie (París), el Fondo Nacional de Arte Contemporáneo (París), el Museo de Arte del Condado de Los Ángeles (Los Ángeles), el Getty Center (Los Ángeles), el Museo Nacional de Arte (Osaka), el Museo de Arte Moderno (Nueva York), así como diversas colecciones privadas, incluida la colección François Pinault.

## Galerías y Colecciones

### Galerías
Orlan está representada por diversas galerías a nivel internacional:
- La galería Ceysson & Bénétière, presente en París, Nueva York, Luxemburgo, Saint-Étienne y Ginebra.
- La galería Ace, ubicada en Los Ángeles, Estados Unidos.
- La galería Stux, con sede en Nueva York, Estados Unidos.
- La galería Michel Rein, establecida en París, Francia.
- La galería Prometeo, situada en Milán, Italia.
- La galería Espaivisor, ubicada en Valencia, España.
- La galería Sejul, situada en Seúl, Corea del Sur.

### Colecciones Públicas
Europa
- Museonational de Arte moderno, París, Francia.
- Maison européenne de la photographie, París, Francia.
- Museo francès de la fotografía, Bièvres, Francia.
- Musée départemental de los Artes anciens y Contemporáneo, Épinal, Francia.
- Musée del nuevo mundo, La Rochelle, Francia.
- Muséo de los artes moderno y Contemporáneo de Saint-Étienne, Saint-Étienne, Francia.
- Muséo de Artes de Nantes, Nantes, Francia.
- Fundo Nacional de Artes contemporain, Puteaux, Francia.
- Artothèque, La Réunion, Francia.

Fondos Regionales de Arte Contemporáneo en Francia:
- FRAC Île-de-France;
- FRAC Pays-de-la-Loire;
- FRAC Rhône-Alpes;
- FRAC Basse-Normandie.
- Museo de artes Contemporáneo d'Anvers, Amberes, Bélgica.
- Museo de artes Contemporáneo de Lyon, Lyon, Francia.
- Musée de Sztuki, Lodz, Polonia.

America del Norte
- Museum of Modern Art, Nueva York, Estados Unidos.
- Musée d'Art du comté de Los Angeles, Los Ángeles, Estados Unidos.
- Museo de artes Contemporáneo de Los Angeles, Los Ángeles, Estados Unidos.
- J. Paul Getty Museum, Los Ángeles, Estados Unidos.
- The Andy Warhol Museum, Pittsburgh, Estados Unidos.
- Frederick R. Weisman Art Foundation, Malibú, Estados Unidos.
- Sheldon Museum of Art, Lincoln, Estados Unidos.

Asia
- Museo nacional de arte, Osaka, Japón.
- Sungkok Art Museum, Seúl, Corea del Sur.

África
- Museo nacional du Mali, Bamako, Malí.
- Bandjoun Station, Bandjoun, Camerún.

## Exposiciones

### Años 2000
2000
- Galería de la École régionale d'art de Marseille, Orlan, triomphe du baroque, comisario: Michel Enrici, Marsella, Francia.
- Australian Museum, Body Art – adorned and transformed exhibition, Sídney, Australia.
- Centro de artes Contemporáneo d’Auvers-sur-Oise, La Invención de las mujeres, comisaria: Marie-Hélène Dumas, Auvers-sur-Oise, Francia.
- Centre Georges-Pompidou, La Grâce (con Michel Maffesoli), Revue Parlée, París, Francia.
- Deste Foundation, comisario: Daniel Abadie, Atenas, Grecia.

2001
- Fondation Cartier, Le Plan du film, secuencia 2, Soirées Nomades, París, Francia.
- Galería Sejul, Orlan, Self-hybridations précolombiennes, Seúl, Corea del Sur.
- Museum voor Modern Art, Between Earth and Heaven, New Classical Movements in Art Today, comisario: W. Van den Bussche, Ostende, Bélgica.
- Rencontres de la Photographie d’Arles, Abbaye de Montmajour, comisario: Alain Sayag, Arles, Francia.
- Borusan Foundation, Les Voluptés, comisario: Elga Wimmer, Estambul, Turquía.
- Festival E-Phos 2001, The Hybrid Body and the Monster, Atenas, Grecia.
- Museo de artes Contemporáneo de Anvers, Mutilate Mode and Body Art 2001: Landed/Geland, Amberes, Bélgica.

2002
- Centro de Fotografía de la Universidad de Salamanca, Rétrospective 1964-2001, comisario: Olga Guinot, Palace Abrantès y Église de la Segonda Palace, Salamanca, España.
- Museo de Arte Contemporáneo (Artium), Orlan 1964 – 2001, comisario: Juan Guardiola, Vitoria, España.
- Salón Central del Museo Nacional de Arte Contemporáneo, Seúl, Corea del Sur.
- The Jewish Community Center in Manhattan, Dangerous Beauty, Nueva York, Estados Unidos.
- Kunsthalle Wien, Tableaux vivants, Viena, Austria.

2003
- AFAA, Le Plan du film, París, Francia.
- FRAC des Pays de la Loire, Éléments favoris, retrospectiva, comisario: Jean-François Taddei, Carquefou, Nantes, Francia.
- Galería Michel Rein, Tricéphale, fotografías e instalación de video, París, Francia.
- Galería der HGB, Academy of Visual Arts, Bellissima, Leipzig, Alemania.
- Galería d’Arte Moderna, La Creazione ansiosa, da Picasso a Bacon, Verona, Italia.
- Hungarian Photography House, La Fabrication du réel, Budapest, Hungría.
- Musée de l’Élysée (Musée de la Photographie), Face, Lausana, Suiza.
- Museo Nacional de Bellas Artes de Quebec, Doublures. Vêtements de l'art contemporain, Quebec, Canadá.

2004
- Centro de Creación Contemporánea (CCC), ORLAN, 1993, comisario Alain Julien-Laferrière, Tours, Francia.
- Centro national de la fotografía (CNP), ORLAN 1964–2004… Méthodes de l’artiste, exposición retrospectiva, comisarios: Régis Durand y Claire Guézengar, acompañada de la publicación de una monografía en las ediciones Flammarion, París, Francia.
- Moscow House of Photography, ORLAN, 2003–2004, comisario: Olga Svlibova, exposición retrospectiva llevada a cabo conjuntamente con la Photobiennale 2004, Moscú, Rusia.
- UNESCO, In Movement UNESCO Salutes Women Video Artists of the World, comisario: Kim Airyung, París, Francia.
- ZKM, Media Art Net, comisario: Peter Weibel, Karlsruhe, Alemania.

2005
- Palais de Tokyo, Luminous Room, con el arquitecto Philippe Chiambaretta, comisarios: Marc Sanchez y Jérôme Sans, París, Francia.
- Museo de Bellas Artes de Chartres, Corps primitifs Corps numériques, Chartres, Francia.
- Stephan Stux Gallery, ORLAN, Digital Photographs and Sculptures, Refiguration / Self-Hybridization: The Pre-Columbian and African Series, Nueva York, Estados Unidos.
- Artcurial, Face à Faces, comisario: Isabelle de Montfumat, París, Francia.
- Kunsthalle & Kunstforum Wien, Superstars, comisario: Thomas Miessgang, Viena, Austria.
- Mildred Kemper Art Museum, Inside Out Loud: Visualizing Women’s Health, comisario: Janine Mileaf, Saint-Louis, Misuri, Estados Unidos.
- Museo de los Artes Décorativas de Lausanne, Body Extensions, Lausana, Suiza.
- Museo de Bellas Artes de Buenos Aires, Projet Cone Sud, comisarios: Bernard Goy y Gusto Pastor Mellado, Buenos Aires, Argentina.
- National Gallery of Victoria, Mirror Mirror: Reflections on Beauty, Melbourne, Australia.

2006
- Grand Palais, La Force de l'Art, comisario: Eric Troncy, París, Francia.
- El Museo de las Artes Modestas de Sète, Bang Bang, comisario: Hervé di Rosa, Sète, Francia.
- Yokohama Red Brick Warehouse Number 1, Transimages 4, comisario: Anne-Marie Morice, Yokohama, Japón.
- PS1, Into Me / Out of Me, comisario: Klaus Biesenbach, Nueva York, Estados Unidos.

2007
- Getty Research Institute, Skaï and Sky and Video, Comisario : Sabine Schlosser, Los Angeles, États-Unis
- Museo de Arte Moderno de Saint-Étienne, Le Récit, comisario : Lorand Hegyi et Viola Eugenio, Saint-Étienne, France
- Beap 07, Biennale of Electronic Arts Perth Stillness, Perth, Australie
- KW Institute for Contemporary Art, Into Me / Out of Me, comisario : Klaus Biesenbach, Berlin, Allemagne
- Kunstmuseum Ahlen, Diagnostic Art – La médecine dans l'art contemporain, comissario : Burkhard Leismann, Ahlen, Allemagne
- MOCA Geffen Los Angeles, Wack!, Art and the Feminist Revolution', comisario : Connie Butler, Los Angeles, États-Unis
- Museo de Bellas Artes de Bilbao, Kiss Kiss Bang Bang, 45 Años de Arte y Feminismo, Bilbao, Espagne
- Osaka National Art Museum, Skin of / in Contemporary Art, comisario : Yukihiro Hiroyoshi, Osaka, Japon
- Palazzo Fortuny, Artempo, comisario : Jean-Hubert Martin et Tijs Visser, Biennale de Venise, Venise, Italie

2008
- Espacio Artes Visuales, Suture Hybridation-recyclage, en colaboración con Davidelfin, comisario: Isabel Tejeda, Murcia, España.
- Galerie Michel Rein, Self hybridation, Américains-Indiens, París, Francia.
- The Tallinn Art Hall, Orlan: Post identity stratégies, comisarios: Eugenio Viola, Reet Varblane, Tallin, Estonia.
- The Vancouver Art Gallery, “Wack!” Art and the feminist revolution, comisario: Connie Butler, Vancouver, Canadá.
- Capilla de la Escuela Nacional Superior de Bellas Artes, Académia qui es-tu ? comisario: Axel Vervoordt, París, Francia.
- Fact, Sk-Interfaces, comisario: Jens Hauser, Liverpool, Reino Unido.
- Musée Berardo, BESart – Colecçao Banco Espirito Santo, Lisboa, Portugal.

2009
- Museo de Arte Contemporáneo de São Paulo, Año de Francia en Brasil, Orlan+Campana+Neon, comisario: Lisbeth Rebollo, São Paulo, Brasil.
- Abadía de Maubuisson, Unions mixtes, Mariages libres et Noces barbares, comisario: Caroline Coll, Maubuisson, Francia.
- Grand Palais, La Force de l’art, comisarios: Jean-Louis Froment, Jean-Yves Jouannais, Didier Ottinger, París, Francia.
- Centre Georges Pompidou, elles@centrepompidou, comisario: Camille Morineau, asistido por Quentin Bajac, Cécile Debray, Valérie Guillaume y Emma Lavigne, París, Francia.
- Casino Luxembourg, SK-interfaces, Exploring Borders in Art, Technology and Society, comisario: Jens Hauser, Luxemburgo.
- Palazzo Franchetti, Glass Stress, comisario: Laura Mattioli Rossi, Venecia, Italia.
- Sungkok Art Museum, Masques, comisario: Alain Sayag, Seúl, Corea del Sur.
- FIAC, galerie Michel Rein, París, Francia.

### Años 2010
2010
- Sala de Proyectos / La Cambre / Escuela Superior de Artes Visuales, Orlan Remix, Est-ce que vous êtes Belges ? Ou les draps-peaux hybridés , comisario: Johan Muyle, Bruselas, Bélgica
- Sheldon Museum of Art, Bodies, Technology, Fashion, comisario Daniel J. Veneciano, Lincoln (Nebraska), Estados Unidos
- Museo Estatal de Arte Contemporáneo de Tesalónica, Isole Mai Trovate/Islands Never Found, comisarios: Lorand Heygi y Katerina Koskina, Tesalónica, Grecia
- Galería Guy Pieters, Coups de Cœur , Saint-Paul-de-Vence, Francia
- Museo Bourdelle, En mai fais ce qu’il te plaît!, comisario: Juliette Laffon, París, Francia

2011
- Museo de Bellas Artes de Nantes, capilla de l'Oratoire, Un bœuf sur la langue, comisarios: Blandine Chavanne y Alice Fleury, Nantes, Francia
- Museo Pushkin, Dior, comisarios: Florence Müller y Jacques Ranc, Moscú, Rusia
- Galería Hélène Lamarque, "Orlan: New Sculpture and New Photography", comisario: Hélène Lamarque, Miami, Estados Unidos
- Museo de arte de Daejeon, De Monet à Warhol, comisario: Lorand Hegyi, Daejeon, Corea del Sur
- Centre Pompidou, Paris–Delhi–Bombay…, comisarios: Sophie Duplaix y Fabrice Bousteau, París, Francia
- Annenberg Space for Photography, Beauty (Cult)ure, comisarios: Patricia Lanza y Kohle Yohannan, Los Ángeles, Estados Unidos
- Museo de Arte de Sheldon; The Harlequin Coat: ORLAN; comisario: Daniel J. Veneciano; Lincoln (Nebraska), Estados Unidos
- Cinematheca de Miami; Video Retrospective: ORLAN fait son cinéma; comisarios: Dana Keith y Norbert Duffort; Miami, Estados Unidos
- Project Room | La Cambre (Escuela Superior de Artes Visuales); ORLAN Remix, Est ce que vous êtes Belge ? Ou les draps-peaux hybridés ; comisario: Johan Muyle; Bruselas, Bélgica

2012
- Museo de Arte Moderno de Bogotá; Hibridación y Reconfiguración; curador: Ricardo Arcos-Palma; Bogotá, Colombia M HKA
- Museum van Hedendaagse Kunst Antwerpen; MesuRages (1968-2012) Action: ORLAN-body; curador: Bart de Baere; Amberes, Bélgica
- Museo de Antioquia; ORLAN / Arte Carnal y cuerpo en cuestión; curador: Ricardo Arcos-Palma; Medellín, Colombia
- The Andy Warhol Museum; The Factory Direct; curador: Eric Shiner; Pittsburgh, Pennsylvania, EE. UU.

2013
- Hospital Notre-Dame à la Rose, Lessines, Bélgica; Mens sana in corpore...

2014
- Museum of Decorative Arts and Design, ORLAN The Icon of French Contemporary Art, artista invitada de Riga, Ciudad Europea de la Cultura, comisaria: Inese Baranovska, Riga, Letonia.
- FRAC de Franche-Comté, L’Origine de la guerre, comisaria: Sylvie Zavatta, Besanzón, Francia.
- Blacks, Histeria (Salón Histérico), comisaria: Gabrielle Daris, Londres, Inglaterra.
- Galería Michel Rein, Ópera de Pekín frente al diseño y realidad aumentada, comisario: Michel Rein, París, Francia.
- Galería Sejul, Obras de auto-hibridación con la Máscara de la Ópera de Pekín, comisario: Jooyoung Sung, Seúl, Corea del Sur.

artista invitada de Riga, Ciudad Europea de la Cultura, comisaria: Inese Baranovska, Riga, Letonia.
2015
- Centro de Arte de Enghien-les-Bains; ORLAN, Striptease de las células hasta el hueso, comisario: Emmanuel Cuisinier; Enghien-les-Bains, Francia.
- Bòlit Centre d'Art Contemporani; Tiempo Variable y Besos de Medusa: comisaria Carme Sais; Gerona, España.
- Galería Peccolo, Zoom Barroco, Pliegues y despliegues, comisario: Roberto Peccolo, Livorno, Italia.
- Octobre Rose, Proyección en la Torre Horizon de Jean Nouvel, comisario: Gilles Drouault; París, Francia.

2016
- Sungkok Art Museum, ORLAN-Techno-Body Retrospectiva 1966-2016; comisario: Soukyoun Lee, Seúl, Corea del Sur.
- FRAC Basse-Normandie, ORLAN TODAY; comisaria: Sylvie Froux, Caen, Francia.
- La Plaque Tournante, Body Body; comisario: Frédéric Acquaviva, Berlín, Alemania.

2017
- Maison européenne de la photographie, ORLAN en capitales.
- Museo de Arte Contemporáneo de Buenos Aires, MACBA, ORLAN Body of Proof; comisaria: Marie-Sophie Lemoine, Buenos Aires, Argentina.
- Museo de Arte Contemporáneo de Roma, MACRO, ORLAN Retrospectiva; comisaria: Alessandra Mammi, Roma, Italia.
- Museo de Arte Contemporáneo de Amberes (M HKA), SUPERDEMOCRATIE; comisarios: Bart de Baere, Pierre-Olivier Rollin, Paul Dujardin; Bruselas, Bélgica.
- Galería L'Alliance, Autoretratos Híbridos; comisaria: Caroline Coll, Buenos Aires, Argentina.
- Galería Michel Rein, ORLAN, París, Francia.
- Lycoming College, Residencia de artistas y exposición itinerante; comisario: Seth Goodman, Pensilvania, EE. UU.
- Art + Text Budapest, ORLAN; comisario: Gabor Einspach, Budapest, Hungría.
- La Plaque Tournante ORLAN; comisario: Frédéric Acquaviva, Berlín, Alemania.

2018
- Grand Palais, Artistes et Robots, ORLANOIDE; comisario: Jérôme Neutres.
- Eùx Teresa Arte Actual, ORLAN; comisarias: Lluvia Sepùlveda, Andrea Valencia, México, México.

2019
- Galeria Ceysson & Bénétière, ORLAN SAINTE-ORLAN, Nueva York, EE. UU.
- Le Lieu, Petición contra la muerte, curador: Richard Martel, Quebec, Canadá [referencia necesaria].
- Sorbonne Artgallery, Femme avec tête(s), curador: Yann Toma, París, Francia.
- L'hybride Lille, Proyección Aparición y Gloria de Santa-ORLAN, Lille, Francia.

### Años 2020
2020
- Festival Internacional de Feminismos, Galería del Instituto Francés en Líbano, Las mujeres que lloran están enojadas, 27 de febrero - 1 de marzo, Beirut, Líbano.

2021
- Striptease histórico, Galerie Ceysson & Bénétière, París31.
- ORLAN, Les films de SAINTE-ORLAN, Centrul de Interes, Cluj-Napoca, Rumanía, 6 de octubre - 15 de noviembre.
- ORLAN, Les femmes qui pleurent sont en colère, Galerie Eva Vautier, Niza, Francia, 24 de noviembre de 2021 - 15 de enero de 2022.
- ORLAN Telle qu'en elle m'aime, Galerie Ceysson & Bénétière, Lyon, Francia, 25 de noviembre de 2021 - 15 de enero de 2022.

2022
- Manifeste ORLAN, Corps et Sculptures, exposición personal, Les Abattoirs, Musée – Frac Occitanie Toulouse, del 8 de abril al 28 de agosto de 2022

### Monografías
2019
- Yann Toma (dir.), ORLAN, "Les femmes qui pleurent sont en colère", par femme avec tête(s), Paris, Sorbonne Artgallery, éditions Jannink
- Ceysson B., Chauvel-Lévy L., Hill E., ORLAN avant ORLAN, Ceysson éditions d'Art

2018
- Devilliers Laurence, Kyrou Ariel, Orlan, Martin V., Orlan-oïde robot hybride avec intelligence artificielle et collective, Éditions Lienart

2017
- Neutres J., Rice S., Franck T., Monterosso J.-L., ORLAN EN CAPITALES, Éditions SKIRA Acquaviva F., Orlan Exogène, Éditions AcquAvivA

2016
- Park Moon Soon, Soukyoun L., Jinsang Y., Grau D., Piguet P., Prieto I., Quaranta D., ORLAN TechnoBody Retrospective, 1966-2016, Éditions Scala

2015
- Grau D., Meyer J.-R., Piguet P., Prieto I., Quaranta D., ORLAN, Striptease des cellules jusqu'à l'os, Éditions Scala, Paris
- ORLAN, Zoom baroque : Plis et déplis, Galleria Peccolo

2014
- Baranovska I., Grenier C., Païni D., Rehm J.-P., ORLAN, L'art de la reine des masques, Gallery Michel Rein, Paris
- ORLAN, The Icon of the French Contemporary Art, House Neputns, Riga, Latvia
- ORLAN, L'art de la reine des masques, Galerie Michel Rein, Paris, Gallery Sejul, Séoul

2013
- Benito Climent J. I., El Arte-Carnal En ORLAN, Hacia Una Estética Del Sacrificio, Devenir, Madrid
- ORLAN, L'origine de la Guerre, Musée D'Orsay, Paris[8]

2012
- Bourriaud N., La Chance M. et Acos Palma R., Orlan Arte Carnal o cuerpo obsoleto / hibridaciones y refigurationes, Museum de Antioquia, Medellin, Museum of Modern Art, Bogota Colombia, Baere Bart de, Gregoir S., Van Mulders W., Besacier H., Charre A., ORLAN MesuRAGES (1968-2012)
- Action: ORLAN-body, Éditions du M HKA, Anvers
- Morelli A., Muyle J., Rollin P.-O., Est-ce que vous êtes Belge ? ORLAN, Yellow Now/ENSAV La Cambre, Bruxelles

2011
- Morineau C., Chavanne B. et Buci-Glucksmann C., Un bœuf sur la langue ORLAN, Éditions Fage, Lyon
- Bonnafous-Boucher M., Ed Al Dante Aka; Ceci est mon corps. . . ceci est mon logiciel, coll. Cahiers du Midi – coll. de l'Académie royale des beaux- arts de Bruxelles, Bruxelles

2010
- Bhabha H. K., Garelick R. K., Serres M., Tejeda I., Veneciano J. D., Virilio P. et Vu L., Faboulous Harlequin, ORLAN and the patchwork self

2009
- Orlan, Virilio P., Transgression, transfiguration [conversation], L'Une et L'Autre, Paris

2008
- Cruz Sanchez P. A., De la Villa R., Garelick R., Serres M., Tejeda I., Vu L., Orlan + davidelfi n, SUTURE-HYBRIDISATION-RECYCLING, held at Espacio Artes Visuales, Éditions E. A. V., Murcia
- Stefanutti C., Tra identità e alterità del proprio corpo- Orlan, Tecnograf

2007
- Bader J., Hegyi L., Kuspit D., Iacub M., Phelan P., Viola E., Orlan, The Narrative, Charta, Milan
- Barjou N., Defl andre L., Dubrulle, University of Nebraska (Received the First Price "Museum Publication Design" from the American Association Museums for 2011), University of Nebraska, USA
- Bouchard G., Buci-Glucksmann C., Caygill H., Donger S., Gilman Sander L., Hallensle-ben M., Hauser J., Johnson D., Malysse S., Olbrist H. U., Orlan, Petitgas C., Shepherd S., Virilio P., Wiln son S., Orlan, A Hybrid Body of Artworks, Routledge, Londres Enthoven R., Orlan, Vaneigem R., Unions Libres, Mariages Mixtes et Noces Barbares, Éditions Dilecta, Paris, 2010
- Gautheron M., Laot C., Marquis C., Noesser C., Normand O., Orlan, Morceaux choisis, École nationale supérieure/Musée d'Art Moderne de Saint-Étienne Métropole, Lyon

2005
- O'Bryan J., Carnal Art. ORLAN's Refacing, University of Minnesota Press

2004
- Blistène B., Buci-Glucksmann C., Cros C., Durand R., Heartney E., Le Bon L., Obrist H. U., Orlan, Rehberg Zugazagoitia J., ORLAN (angl. : ORLAN, Carnal Art), Flammarion, Paris

## Publicaciones
- Strip-tease : tout sur ma vie, tout sur mon art (Strip-tease: todo sobre mi vida, todo sobre mi arte), ORLAN, Ed. Gallimard, Collections Témoins de l'art 2021
- Ceci est mon corps. . . ceci est mon logiciel (Esto es mi cuerpo... Esto es mi software...), postface by Maria Bonnafous-Boucher, Ed Al Dante Aka, Collection Cahiers du Midi - Collection de l'Académie royale des beaux- arts de Bruxelles, Bruxelles, 2011
- Unions mixtes, mariages libres et noces barbares,[9] with Raphaël Enthoven and Raoul Vaneigem; Dilecta, collection « Collectionneur », 2010.
- Pomme Cul et petites fleurs, éditions Baudoin Janninck, Paris, France, 2007
- ORLAN, Alliance Française, Buenos Aires, Argentine, 1999
- Une oeuvre d' ORLAN, Muntaner, Marseille, 1998
- "Viva !" in 1979-1983, Cinq ans d'Art Performance à Lyon, Editions comportement, environnement, performance, Lyon, France, 1984
- Prosésies écrites, prefaces by Henri Simon Faure & Lell Boehm, illustrations by J. M. P., Ed imprimerie Lithographique Peagno, St-Etienne, France, 1967